# Gaston Lesturgeon
Gaston Michel Lesturgeon (ur. 30 listopada 1936 w Verdun, zm. 28 lipca 2003 w Clermont-Ferrand) – francuski judoka. Olimpijczyk z Tokio 1964, gdzie zajął dziewiąte miejsce w wadze lekkiej.

## Letnie Igrzyska Olimpijskie 1964
| Konkurencja | Eliminacje            | Eliminacje           | Klas. końcowa |
| Konkurencja | Przeciwnik I          | Przeciwnik II        | Miejsce       |
| ----------- | --------------------- | -------------------- | ------------- |
| 68 kg       | Bruno Carmeni (ITA) Z | Chang Won-ku (TPE) P | 9.            |